# Patissier

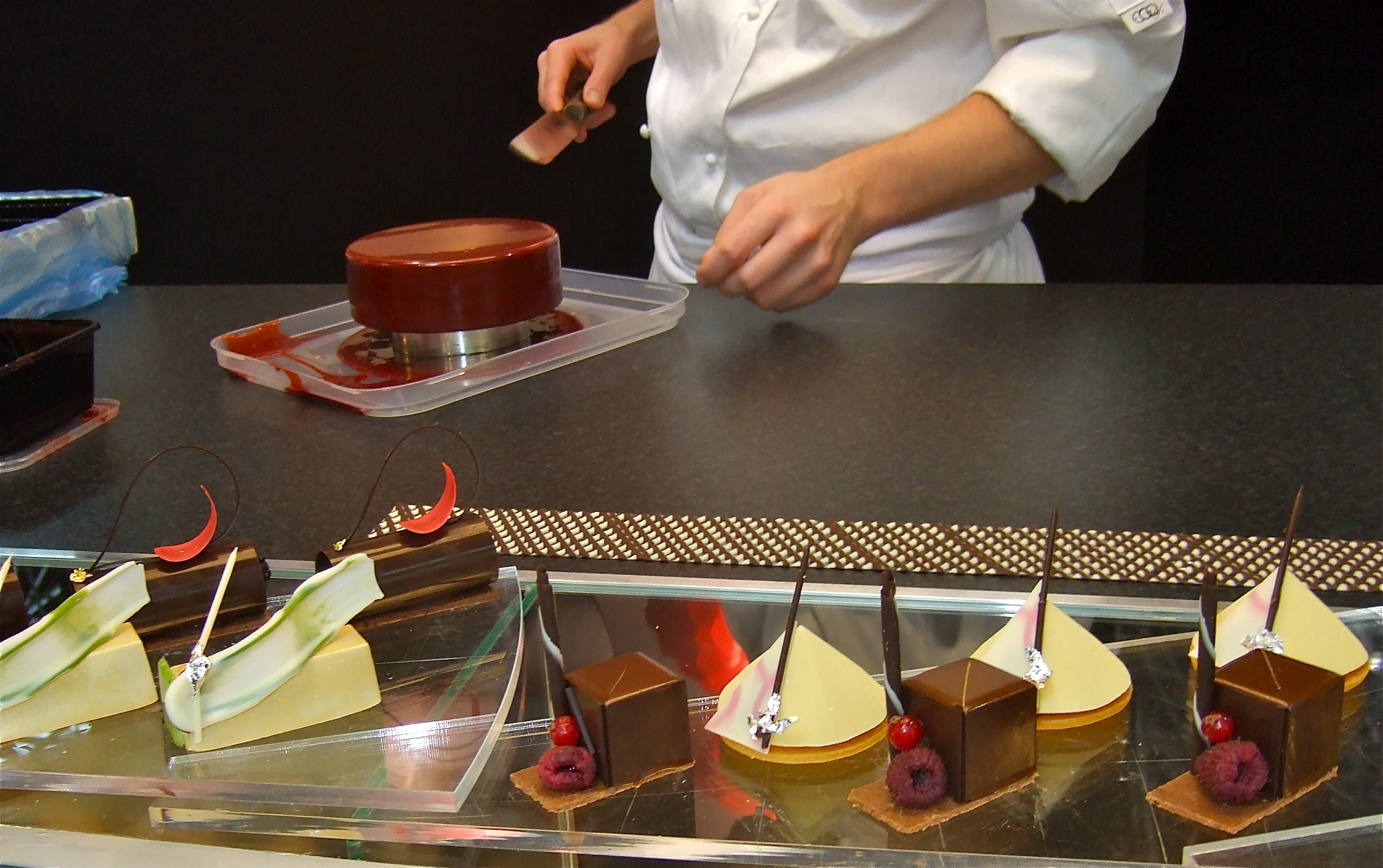
Pâtissier bei der Arbeit

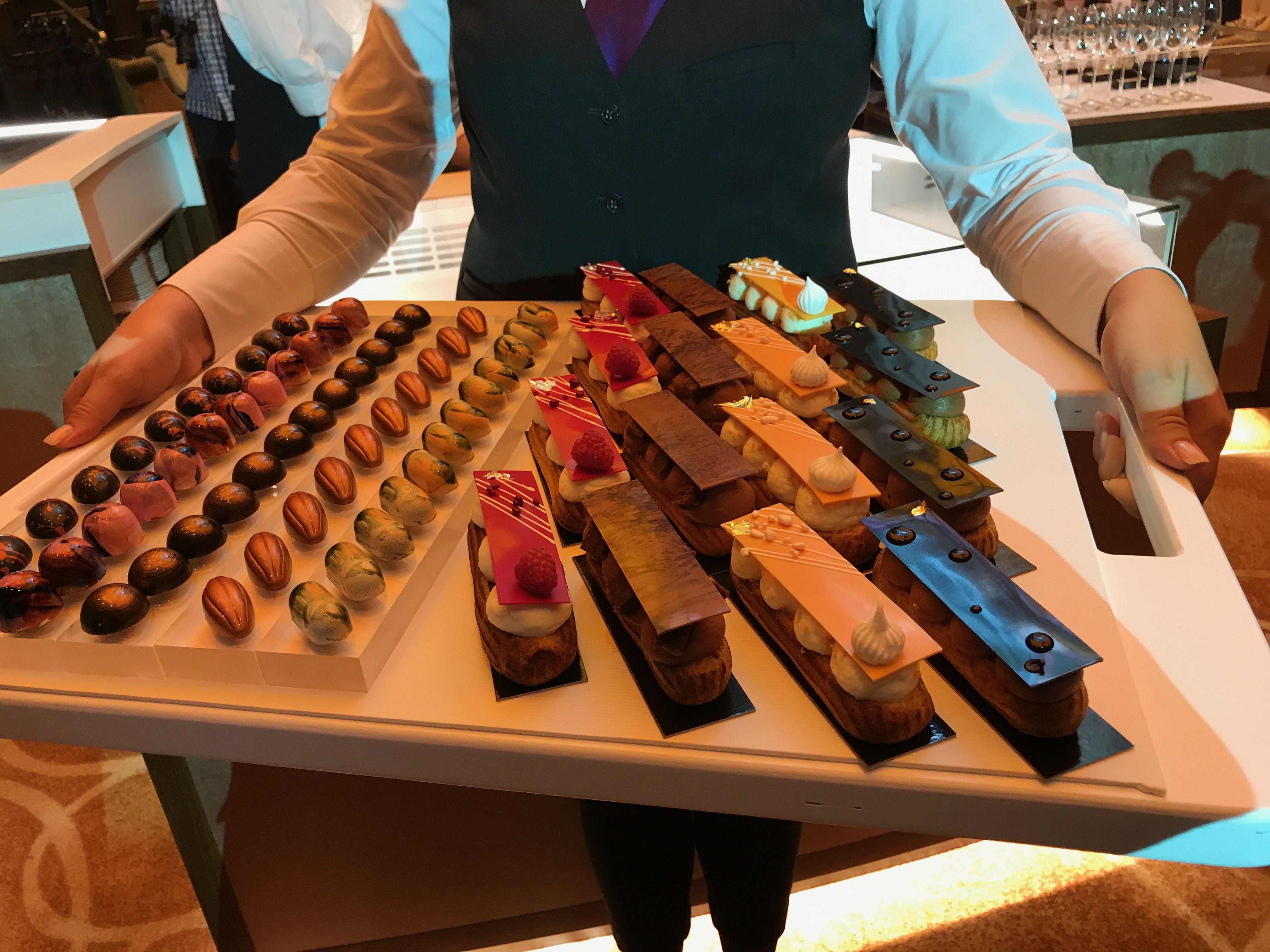
Pâtisserie von Ian Baker, Pâtissier des Jahres 2015

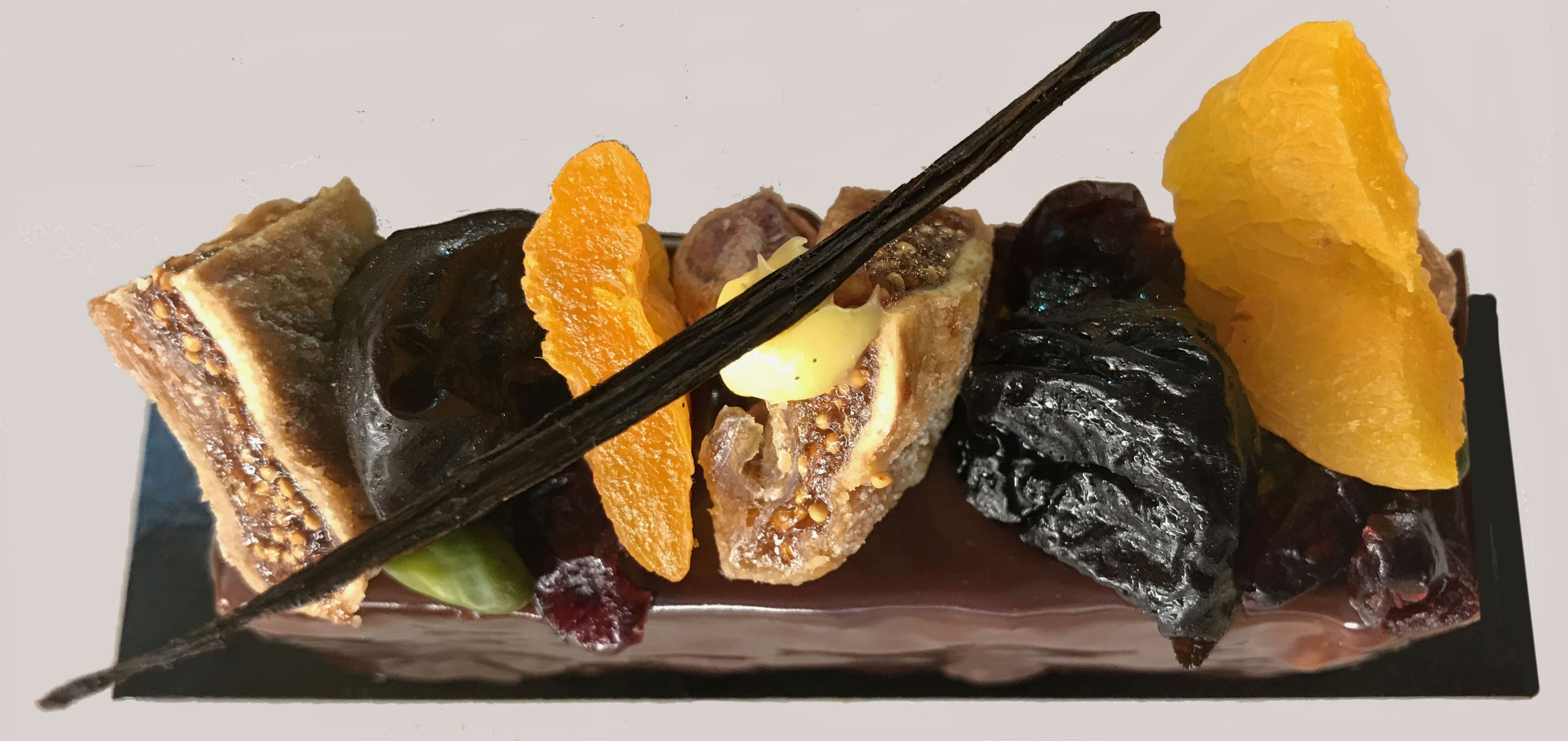
Pâtisserie von Ian Baker

Ein Patissier (weibliche Form: Patissière; von französisch pâte ‚Teig‘) ist der Konditor in einer Küchenbrigade (dt. auch Feinbäcker).

## Berufsbild und Tätigkeitsfeld
Der Patissier übernimmt folgende Aufgabengebiete
- Herstellung und Verarbeitung von
  - Teigen, wie Blätterteig, Hefeteig, Mürbeteig, Pastetenteig
  - Massen, wie Brandmasse, Biskuitmasse, Wiener Masse, Meringuemasse, Sandmasse, Hippenmasse
  - Torten und Kuchen, wie Sachertorte, Obstkuchen, Marmorkuchen, Linzer Torte, Schwarzwälder Kirschtorte, Käsekuchen, Biskuitrollen, Strudel
- Zubereitung und Anrichten von
  - Kalten Süßspeisen, wie Creme, Mousse, Gelee, Obstspeisen, Quarkspeisen, süße Soßen, Ganache und Pralinen
  - Warmen Süßspeisen, wie Omelett, Krapfen, Eierkuchen, Crepes, Pudding, Soufflés, warme süße Soßen
  - Eisspeisen aus Speiseeis, Softeis, Eiscreme, Sorbet, Halbgefrorenes
  - Pralinen, Schokoladen- und Zuckerarbeiten sowie Schaustücken
  - Herstellung sämtlicher Desserts

## Berufsbildung
In der Schweiz ist Patissier eine Spezialisierung des Grundberufs Koch/Köchin.
In Deutschland ist der Beruf des Patissiers kein eigenständiger Ausbildungsberuf. Ausübungsvoraussetzung ist jedoch eine abgeschlossene Lehre zum Koch oder Konditor. Häufig übernimmt er Aufgaben des Küchenbäckers (Boulanger) oder teilt sich mit diesem den Arbeitsbereich. Ausgewählte Hotelschulen bieten spezielle Fortbildungen zum Pâtissier an. Zudem gab es von 2008 bis 2014 den eigenständigen Beruf des Speiseeisherstellers auf Grundlage einer zweijährigen Berufsausbildung, der vom dreijährigen Ausbildungsberuf Fachkraft für Speiseeis abgelöst wurde. Diese Berufsausbildung wurde Ende Juli 2019 eingestellt.
In Österreich gehört der Bereich ebenfalls zu zahlreichen verschiedenen Berufen, darunter den Lehrberufen Konditor (Zuckerbäcker) und Bäcker im handwerklichen, Süßwarenhersteller im großgewerblichen Bereich, findet sich aber auch in den Spezialberufen Lebzelter (Lebkuchenmacher), Waffelbäcker, Bonbon- und Konfektmacher und Speiseeishersteller.